# Aborto en San Luis Potosí
La Interrupción Legal del Embarazo (ILE) en San Luis Potosí refiere al estatus legal que tiene en ese estado mexicano, donde el aborto inducido está despenalizado de facto, desde septiembre de 2021 y 2023 por las acciones de inconstitucionalidad AI 148/2017, AI 106/2018, AI 107/2018 y AI 54/2018; y el amparo en revisión AR 267/2023 de la Suprema Corte de Justicia de la Nación (SCJN),a petición de cualquier mujer o persona gestante en la entidad sin especificar claramente el límite máximo del embarazo; además de las causales de violación, peligro de muerte y daño a la salud.
El 26 de septiembre del 2024, la organización colectiva ILE en San Luis Potosí logró un amparo aplicable a todo el estado para despenalizar el aborto hasta las 12 semanas de gestación.El 7 de noviembre del 2024, el Congreso del estado de San Luis Potosí aprobó la despenalización del aborto hasta las primeras 12 semanas de gestación.ILE en San Luis Potosí declaró que está pendiente derogar el artículo 16 de la constitución local y adecuar la Ley de Salud para establecer los protocolos necesarios en servicios de salud pública.

## Marco normativo actual
|  |  |
|  |  |

### Regulación penal previo a la reforma de legalización[5]
| Artículo | Concepto                                                         | Descripción |
| -------- | ---------------------------------------------------------------- | --- |
| 148      | Definición                                                       | Quien causa la muerte del producto de la concepción en cualquier momento del embarazo. |
| 148      | Sanciones por aborto consentido                                  | 1 a 3 años de prisión y sanción pecuniaria de 100 a 300 días del valor de la unidad de medida y actualización a la madre que procure su aborto o consienta en que otro la haga abortar. Adicional de                                                |
| 148      | Sanciones por asistir en un aborto                               | 1 a 3 años de prisión y sanción pecuniaria de 100 a 300 días del valor de la unidad de medida y actualización al que lo realice con el consentimiento de la mujer embarazada                                                                        |
| 148      | Sanciones por asistir en un aborto sin consentimiento            | 3 a 8 años de prisión y sanción pecuniaria de 300 a 800 días del valor de la unidad de medida y actualización al que lo realice sin el consentimiento de la mujer embarazada                                                                        |
| 149      | Sanciones por asistir en un aborto y ser profesional de la salud | Además de las sanciones correspondientes al artículo 148, suspensión del ejercicio de su profesión hasta por 5 años. |
| 150      | Causal del aborto legal                                          | I. Resultado de acción culposa de la mujer embarazada II. Resultado del delito de violación o inseminación indebida. III. Peligro de muerte o grave daño a la salud de acuerdo con el juicio del médico que la asista y confirmado por otro médico. |

Con la reforma del 7 de noviembre de 2024, se derogaron los artículos 148 y 149 del código penal, y se reformó el artículo 150:
Son excluyentes de responsabilidad penal del delito del aborto cuando:
I. Sea resultado de una acción culposa de la mujer o persona gestante, y

II. El embarazo sea resultado de un delito de violación o inseminación indebida. En estos casos, no se requerirá sentencia ejecutoria sobre la violación o inseminación indebida, sino que bastará con la comprobación de los hechos.

### Protección a la vida desde la concepción en la Constitución Política
El 3 de septiembre del 2009, el artículo 16 de la constitución política de San Luis Potosí fue reformado para reconocer, respetar y proteger la vida humana "desde su inicio en la concepción".

## Iniciativas de despenalización
En 2015, la activista Arely Torres Miranda y el diputado Jorge Adalberto Escudero Villa presentaron una iniciativa para reformar el código penal y la ley de salud del estado para que el aborto fuera permitido en casos de riesgo para la salud de la mujer o en caso de detección de malformaciones graves en el feto. El congreso local rechazó la propuesta.
En 2019, Torres volvió a presentar la iniciativa de despenalización del aborto hasta las 12 semanas junto a la diputada Alejandra Valdés Martínez y el Grupo de Información en Reproducción Elegida (GIRE), y el congreso negó la propuesta al año siguiente.
Tras el fallo de la Suprema Corte de Justicia de la Nación en 2021, en 2023 el colectivo Marea Verde San Luis Potosí presentó una iniciativa ciudadana en el Congreso para reformar los artículos 148 al 150 del Código Penal y despenalizar el aborto.El 26 de septiembre del 2024, la organización Colectiva ILE logró un amparo, otorgado por el juez tercero de distrito en el 9° circuito del estado, para la despenalización del aborto hasta las 12 semanas de gestación.Menos de 2 meses después, el 7 de noviembre, el Congreso del estado aprobó una reforma para eliminar el aborto como delito del código penal.

## Datos

### Estadísticas
Hasta la fecha y al igual que las otras entidades, a excepción de la CDMX, tanto la secretaría de salud como los servicios de salud del estado (SSSLP) aún no pública, de manera accesible y constante, información sobre el número de procedimientos (totales, por año o por unidad de atención), sobre las usuarias o los usuarios (procedencia, edad, nivel educativo, estado civil, ocupación, número de hijos o semanas de gestación) o sobre el tipo de procedimiento.

### Unidades, procedimientos y requisitos
Hasta la fecha y al igual que las otras entidades, a excepción de la CDMX, tanto la secretaría de salud como los servicios de salud del estado (SSSLP) aún no ha facilitado la información sobre procedimientos, requisitos o unidades de atención.
Según el Directorio de Servicios de Aborto Seguro, programa federal a cargo del Centro Nacional de Equidad de Género y Salud Reproductiva (CNEGSR), existe 1 unidad (hospital o clínica) pertenecientes al sistema de salud local para atender los casos, el cual es:
- Centro de Salud San Miguel, ubicado en la colonia Fraccionamiento Olivos de la ciudad de Rioverde.

Y 1 unidad (hospital o clínica) del ISSSTE, el cual es:
- Hospital General ISSSTE San Luis Potosí, ubicado en la colonia Julián Carrillo de la ciudad de San Luis Potosí.

No se registra aún la instalación de otras clínicas privadas en las principales ciudades de la entidad.
Como indica la guía federal del Lineamiento Técnico para la atención del Aborto Seguro en México (siguiendo los estándares de la Organización Mundial de la Salud), en la actualidad, el legrado uterino instrumental se considera obsoleto, nocivo y está totalmente desaconsejado. En su lugar, los protocolos federales sugieren dos abordajes para interrumpir embarazos de manera segura y de calidad, siempre y cuando se realicen bajo las condiciones médicas correctas y en un contexto de legalidad:
- Aborto farmacológico, con el uso de mifepristona y misoprostol por diferentes vías (vestibular, vaginal o sublingual) ya sea combinado (ambas sustancias) o de manera individual (misoprostol únicamente). Ambos medicamentos provocan dilatación del cérvix y contracciones uterinas que contribuyen a la expulsión de su contenido. La dosis y vía de administración del tratamiento depende de las semanas de gestación o del antecedente de cirugías uterinas previas. Se considera no invasivo por lo que no necesita de un antibiótico profiláctico (previo a la intervención). En el régimen combinado (comparado con el individual) el tiempo para la resolución del aborto es menor (en horas o días) y suele haber menos molestias posteriores. Su éxito terapéutico podría disminuir conforme aumenta la edad gestacional. Antes de la semana 10, el procedimiento puede realizarse total o parcialmente autogestionado y con una asesoría o vigilancia mínima (ya sea por prestador/a de servicios de salud o por colectiva de acompañamiento). En cambio, entre la semana 10 y 12 se requiere mayor seguimiento y vigilancia por el personal especializado. Está contraindicado en presencia de inestabilidad hemodinámica y sepsis.
- Aborto quirúrgico, a través de la succión del producto con la ayuda de instrumentación médica de operación manual o eléctrica (como cánulas, tubos o bombas). Sí precisa de antibiótico profiláctico (previo a la intervención), así como de bloqueo paracervical y analgésicos. Las molestias posteriores serían mínimas y la resolución del aborto es inmediata. También es conocido como aspiración endouterina y es la primera elección cuando hay presencia de inestabilidad hemodinámica y sepsis.

Al tratarse de procedimientos médicos, se tiene la posibilidad de presentar pequeñas molestias que pueden controlarse satisfactoriamente si se toman las medidas preventivas y se sigue fielmente las recomendaciones del personal especializado. Estas pueden ser dolor cólico y sangrado transvaginal, ligeramente mayor a lo experimentado en una menstruación. La intensidad de lo anterior disminuirá de manera progresiva, aunque podría continuar en menor cantidad y de manera esporádica durante las primeras 4 a 6 semanas. También se puede experimentar algo de fiebre en las primeras 24 horas, la cual cederá con la ingesta de antipiréticos. Así mismo, para evitar el riesgo de infección, se deberán tomar medidas de higiene vaginal y no se recomienda tener relaciones sexuales en un periodo aproximado de dos semanas.
Igualmente, existe una pequeña posibilidad, y bastante infrecuente, de experimentar algunos riesgos. De esta manera, la o el paciente deberá buscar atención médica inmediata ante los siguientes datos de alarma: ausencia de sangrado o cantidad mínima de este (sobre todo entre las primeras 4 a 6 horas posteriores ya que puede indicar fallo en el procedimiento o un embarazo ectópico), un sangrado persistente y progresivo (que empape más de dos toallas higiénicas por hora durante dos horas consecutivas), secreción fétida, debilidad, mareo, reacciones alérgicas a algún medicamento (como exantemas o edemas faciales o bucales), así como fiebre o malestar general después de las primeras 24 horas.
En el primer trimestre, los procedimientos siempre deberían ser ambulatorios, por lo que pueden realizarse en cualquier unidad de primer nivel (centros de salud o clínicas familiares). En el segundo trimestre se requeriría de atención intrahospitalaria, por lo que pueden realizarse en cualquier unidad de segundo nivel (hospitales generales o regionales).
Así mismo, el Lineamiento Técnico para la atención del Aborto Seguro en México hace hincapié en dos leyes federales fundamentales: la NOM-046-SSA2-2005 y la Ley General de Víctimas (LGV). Estas dos últimas normatividades señalan que para acceder a la Interrupción Voluntaria del Embarazo (en caso de violación) no se necesita presentar denuncia previa ante el Ministerio Público o contar con la autorización de éste. Debido al principio de buena fe, el único requisito es una solicitud por escrito bajo protesta de decir la verdad, en la que se manifiesta que dicho embarazo es producto de una violación. El personal de los servicios de salud no está obligado a verificar el dicho de las y los solicitantes. Las personas menores de 12 años requieren autorización de madre, padre, tutor o representante legal. En cambio, las y los menores de edad, pero mayores de 12 años ya no necesitan de aquel permiso (pueden tomar la decisión de manera autónoma). Finalmente, ni la LGV ni la NOM-046-SSA2-2005 establecen límites gestacionales para hacer valer el derecho al aborto cuando existe una agresión sexual. La misma SCJN ha emitido sentencias que validan todo lo anterior (amparos en revisión AR-601/2017, AR-1170/2017, AR-438/2020 y AR-438/2020; controversias constitucionales CC 53/2016 y CC 45/2016).
Finalmente y posterior a la consejería, las y los pacientes tendrían que llenar y firmar formatos sobre el consentimiento informado pues representa el principal instrumento jurídico y ético para que la persona sea dueña efectiva de sus decisiones, como corresponde a su dignidad y autonomía. A través de este documento, las personas usuarias del servicio otorgarán o no su autorización para cada uno de los procedimientos (como la modalidad de abordaje o el método anticonceptivo posterior), las posibles alternativas o los probables riesgos. Así mismo, las y los pacientes tienen el derecho y facultad de poder revocarlo si así lo quieren. En caso de personas con discapacidad transitoria o permanente, el consentimiento informado debería ser suscrito por el familiar más cercano o el tutor / representante legal. En casos extremos, cuando no exista acompañante y la persona usuaria cuenta con una discapacidad, el personal médico (previa valoración y con el acuerdo de por lo menos dos profesionales) podrían otorgar el consentimiento informado.